# Stora Bellen
Stora Bellen är en sjö i Eksjö kommun i Småland och ingår i Emåns huvudavrinningsområde. Sjön är 18 meter djup, har en yta på 6,42 kvadratkilometer och befinner sig 206,9 meter över havet. Sjön avvattnas av vattendraget Pauliströmsån. Vid provfiske har bland annat abborre, braxen, gers och gädda fångats i sjön.

## Delavrinningsområde
Stora Bellen ingår i det delavrinningsområde (638121-147199) som SMHI kallar för Utloppet av Stora Bellen. Medelhöjden är 228 meter över havet och ytan är 32,06 kvadratkilometer. Räknas de 6 delavrinningsområdena uppströms in blir den ackumulerade arean 131,03 kvadratkilometer. Pauliströmsån som avvattnar avrinningsområdet har biflödesordning 2, vilket innebär att vattnet flödar genom totalt 2 vattendrag innan det når havet efter 142 kilometer. Delavrinningsområdet består mestadels av skog (62 %). Avrinningsområdet har 6,42 kvadratkilometer vattenytor vilket ger det en sjöprocent på 20 %.

## Fisk
Vid provfiske har följande fisk fångats i sjön:
- Abborre
- Braxen
- Gärs
- Gädda
- Mört
- Nors
- Sik
- Siklöja
- Sutare